# موزامبينيو
موزامبينيو بلدية في ولاية ميناس جيرايس في المنطقة الجنوبية الشرقية من البرازيل.